# Washington Freedom
El Washington Freedom va ser un club femení de futbol creat a Washington DC al 2001.
Va ser un dels equips fundadors de la WUSA, la primera lliga professionals de futbol femení dels Estats Units, i la va guanyar al 2003. La WUSA va ser dissolta a fí d'any, i l'equip va jugar partits amistosos fins que al 2006 es va registrar a la W-League. El 2009 van passar al successor de la WUSA, la WPS.
Al 2011 va ser traslladat a Boca Raton amb el nom magicJack, i va ser expulsat de la competició a mitat de temporada, que va ser la darrera de la WPS. Actualment la ciutat és representada a la nova lliga professional, la NWSL, pel Washington Spirit.

## Darrera plantilla (2010)
| Porteres | Porteres      | Defenses | Defenses         | Centrecampistes | Centrecampistes | Davanteres | Davanteres      |
| -------- | ------------- | -------- | ---------------- | --------------- | --------------- | ---------- | --------------- |
| 01       | Briana Scurry | 03       | Jill Gilbeau     | 06              | Beverly Goebel  | 07         | Lene Mykjaaland |
| 18       | Erin McLeod   | 04       | Cat Whitehill    | 08              | Sonia Bompastor | 11         | Lisa De Vanna   |
| 24       | Ashlyn Harris | 05       | Brittany Bock    | 09              | Allie Long      | 20         | Abby Wambach    |
|          |               | 15       | Anita Asante     | 10              | Homare Sawa     |            |                 |
|          |               | 17       | Nikki Marshall   | 11              | Caitlin Miskel  |            |                 |
|          |               | 22       | Becky Sauerbrunn | 13              | Christie Welsh  |            |                 |
|          |               | 23       | Kristi Eveland   | 14              | Sarah Huffman   |            |                 |
|          |               | 27       | Marisa Abegg     | 19              | Rebecca Moros   |            |                 |
|          |               |          |                  | 25              | Brittany Klein  |            |                 |

## Títols
- 1 WUSA (lliga professional)
  - 2003
- 1 W-League (lliga semiprofessional)
  - 2007